# Nosaciv, Smila
Nosaciv (în ucraineană Носачів) este localitatea de reședință a comunei Nosaciv din raionul Smila, regiunea Cerkasî, Ucraina.

## Demografie
Componența lingvistică a localității Nosaciv
     Ucraineană (98%)
     Rusă (2%)
Conform recensământului din 2001, majoritatea populației localității Nosaciv era vorbitoare de ucraineană (98%), existând în minoritate și vorbitori de rusă (2%).